# Chowd-Aimag
Koordinaten: 47° 0′ N, 93° 0′ O
Chowd-Aimag (mongolisch Ховд Аймаг) ist ein Aimag (Provinz) der Mongolei, und liegt im Westen des Landes. Die Hauptstadt trägt ebenfalls den Namen Chowd.

## Verkehr
Der Flughafen der Stadt Chowd (ZMKD/HVD) verfügt über zwei Landebahnen (eine befestigt) und wird mit regelmäßigen Flügen von und nach Ulaanbaatar bedient.

## Bevölkerung
Der Chowd-Aimag wird von einer großen Anzahl verschiedener Ethnien mit sich jeweils voneinander unterscheidenden Traditionen, Liedgut, Tracht, Sprachen oder Dialekten besiedelt. So sind neben oiratischen Ethnien (Dsachtschin, Torguud, Altai-Urianchai, Ööld, Mjangad, Dörwöd) auch West-Chalcha und Kasachen zu finden. Alle diese Ethnien haben ihre eigenen Siedlungsgebiete und heiraten nur selten in eine andere ein. Außerhalb der Stadt Chowd, in der alle in der Tabelle genannten Völker siedeln, verteilen diese sich wie folgt.
| Ethnie          | Siedlungsgebiete (sum)                          |
| --------------- | ----------------------------------------------- |
| Dsachtschin     | Altai, Möst, Dsereg, Manchan, Üjentsch, Tsetseg |
| Torguten        | Bulgan                                          |
| Altai-Urianchai | Mönchchairchan, Duut                            |
| Ööld            | Erdenebüren                                     |
| Mjangad         | Mjangad                                         |
| Dörwöd          | Mjangad, Erdenebüren, Dörgön                    |
| West-Chalcha    | Tschandman, Darwi, Tsetseg                      |
| Kasachen        | Bujant, Bulgan, Erdenebüren, Chowd              |

## Administrative Gliederung

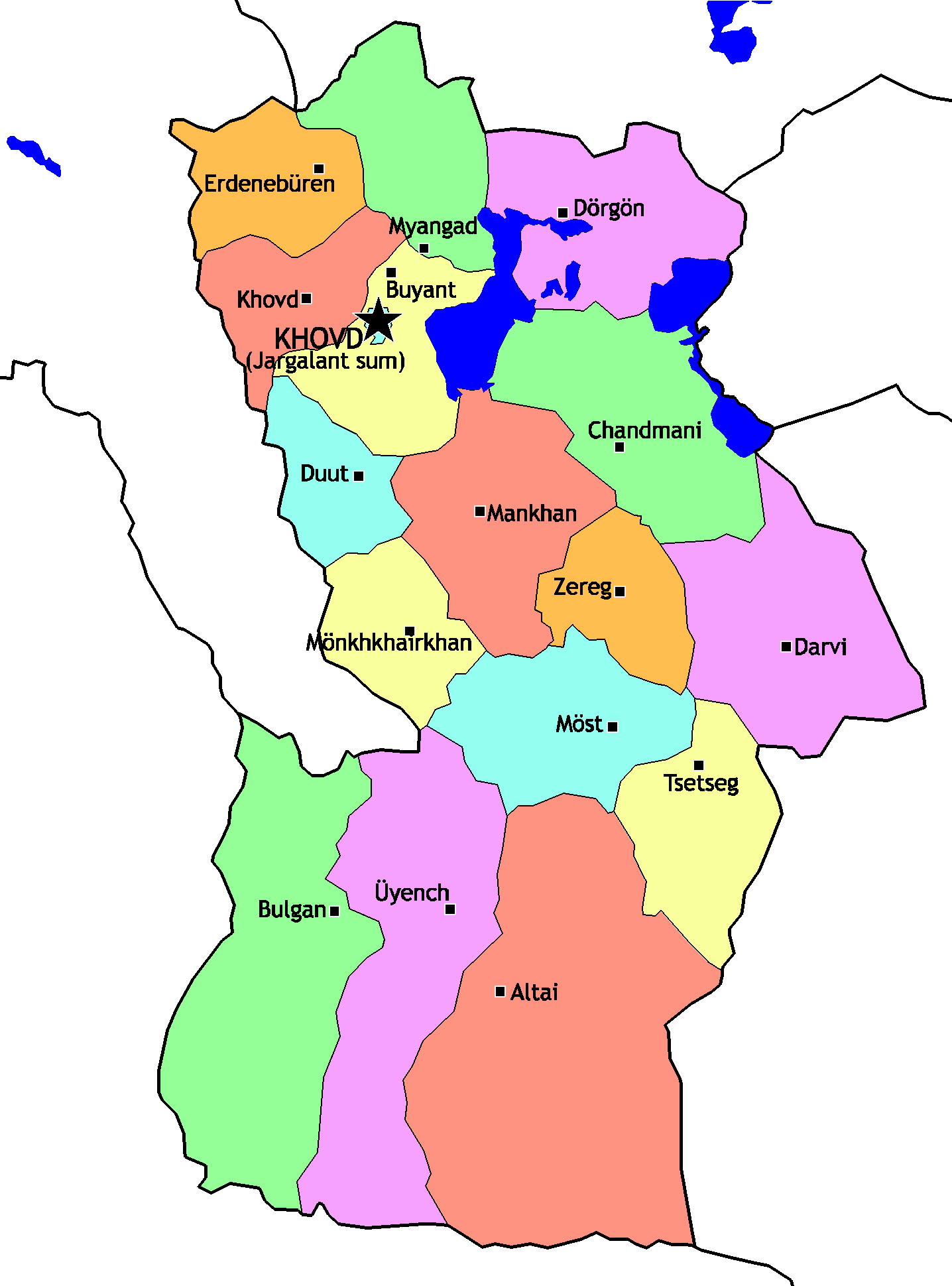
Die Sum des Chowd-Aimag (englische Schreibweise der Namen)

Das Aimag-Verwaltungszentrum Chowd liegt geographisch im Bujant-Sum, wird aber selber eigenständig verwaltet. Das Verwaltungszentrum des benachbarten Chowd-Sum heißt auch Chowd, was bei Ortsunkundigen leicht zu Verwechslungen führt. Die übrigen Sum-Zentren tragen ebenfalls den Namen des jeweiligen Sum.
| Sum            | Mongolisch  | Bevölkerung 2007 est. | Sum Zentrum Bevölkerung | Fläche (km²) | Dichte (/km²) | Entfernung von Khovd Stadt (km) |
| -------------- | ----------- | --------------------- | ----------------------- | ------------ | ------------- | ------------------------------- |
| Altai          | Алтай       | 3.234                 | 767                     | 13.144       | 0,25          | 315                             |
| Bujant         | Буянт       | 3.533                 | 1.568                   | 3.759        | 0,96          | 25                              |
| Bulgan         | Булган      | 9.634                 | 3.171                   | 8.104        | 1,19          | 425                             |
| Chowd          | Ховд        | 4.589                 | 719                     | 2.830        | 1,63          | 32                              |
| Darwi          | Дарви       | 2.596                 | 579                     | 5.604        | 0,47          | 210                             |
| Dörgön         | Дөргөн      | 3.015                 | 659                     | 4.128        | 0,73          | 102                             |
| Dsereg         | Зэрэг       | 3.078                 | 796                     | 2.503,16     | 1,23          | 141                             |
| Duut           | Дуут        | 2.094                 | 502                     | 2.146        | 0,98          | 75                              |
| Erdenebüren    | Эрдэнэбүрэн | 3.372                 | 696                     | 2.772        | 1,22          | 61                              |
| Manchan        | Манхан      | 4.526                 | 1.258                   | 4.330        | 1,05          | 80                              |
| Mjangad        | Мянгад      | 3.662                 | 713                     | 3.258,50     | 1,12          | 41                              |
| Mönchchairchan | Мөнххайрхан | 2.554                 | 744                     | 2.336,70     | 1,06          | 155                             |
| Möst           | Мөст        | 3.577                 | 809                     | 3.927        | 0,91          | 180                             |
| Tschandman     | Чандмань    | 3.155                 | 689                     | 6.016        | 0,52          | 160                             |
| Tsetseg        | Цэцэг       | 2.531                 | 570                     | 3.492,84     | 0,72          | 230                             |
| Üjentsch       | Үенч        | 4.760                 | 1.452                   | 7.479,78     | 0,64          | 365                             |